# 천안청룡초등학교
천안청룡초등학교는 대한민국 충청남도 천안시 동남구에 있는 공립 초등학교이다.

## 학교 연혁
- 2006년 11월 7일: 개교
- 2010년 2월 18일: 제4회 졸업

## 참고 자료
- 천안청룡초등학교 - 한국교육학술정보원 학교알리미